# Olav Fernández
Olav Fernández nació el 9 de julio de 1963 en Madrid. Artista polifacético con marcado carácter pedagógico. Se tituló como profesor de matemáticas, ciencias y dibujo en la Escuela Universitaria para formación del profesorado "Pablo Montesinos". Ingresó en la Real Academia de Bellas Artes de San Fernando y se diplomó en la Real Escuela Superior de Arte Dramático de Madrid.
Casi siempre ha trabajado como bailarín hasta que en Japón, donde vivió cinco años, se lesionó la espalda y lo dejó en un segundo plano. Empezó como monitor en el Psicoballet de Maite León con quien colaboró varios años, tanto en esta compañía como en otras de carácter más lúdico. Al regresar de Japón en el 1999 forma parte del elenco de la compañía "Kaspa Teatro", con la que representó Clerks, versión teatral de la obra de Kevin Smith, ahí donde se fragua y comienza a dar sus primeros conciertos con el grupo L-Kan.
Con L-Kan ya ha editado cuatro CD con la compañía Subterfuge Records, lo que le ha llevado a conocer en gira Alemania, México y toda la geografía española. En el 2000 comenzó a trabajar en la escuela de teatro "La lavandería" como profesor de voz e iniciación a la interpretación. Actualmente sigue sus trabajos como actor con sus representantes Clara Heyman y Paloma Fernández, con el grupo de música L-Kan y con sus clases en "La lavandería".

## Cine
- "Julia"
- 2007 - "Spinnin': 6000 millones de personas diferentes" comparte reparto con Alejandro Tous

## Teatro
- Los siete contra Tebas - Dir. Francisco Suárez.
- Street party - Dir. Larry Billman.
- La danza - Dir. Kaori Kanaya. Coreógrafo Fernando Villalobos.
- Fiesta de invierno - Dir. Roy Luthringer.
- Misterias épocas - Dir. Tam Warner.
- Primer aniversario - Dir. Noriko Kuroe.
- It´s a big world - Dir. Kaoru Takasimada
- Clerks - Dir. Sergio Macias.
- Ondina (opereta) - Dir. Christian Märtens.
- Espartaco (danza española) - Compañía José Porcel.

## Televisión
- Farmacia de guardia - Dir. Antonio Mercero.
- El comisario ("La mano de Fátima") - Dir. Jr. Mercero.

## Música

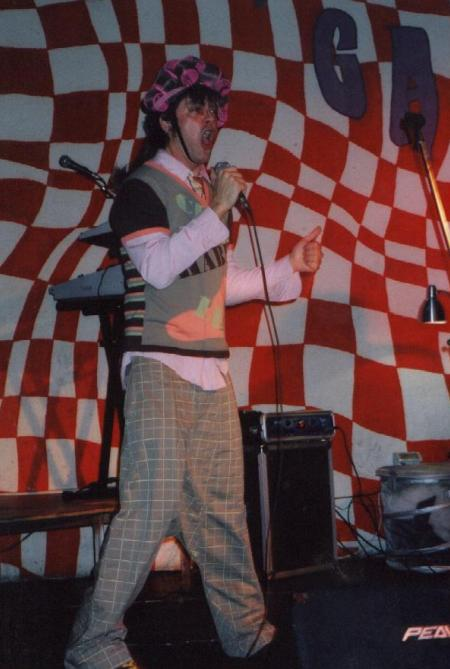
Olav Fernández durante una actuación en directo de la gira "Discazo" en el Garaje de la Tia María de Murcia (3/5/2005).

1999 - 2007 - Vocalista del grupo L-Kan con el que ha editado los siguientes discos:
- Otras formas de vida - F.U.P
- Cosas que miden poco - F.U.P
- Que mutada - PIAS Recording.
- Cosas que miden poco (reedición, remasterizada) - Subterfuge records.
- Superenserio - Subterfuge records.
- Discazo - Subterfuge records.
- Somos otra cosa - Subterfuge records.